# Liste von Kraftwerken in Bosnien-Herzegowina
Die Kraftwerke in Bosnien-Herzegowina werden sowohl auf der Karte als auch in den Tabellen dargestellt.

## Karte
| Tuzla |

| Kakanj |

| Ugljevik |

| Stanari |

| Gacko |

| Bočac |

| Višegrad |

| Trebinje |

| Salakovac |

| Rama |

| Jablanica |

| Čapljina |

| Grabovica |

## Kalorische Kraftwerke
| Name des Kraftwerks | Inst. Leistung (MW) | Brennstoff | Status     |
| ------------------- | ------------------- | ---------- | ---------- |
| Tuzla               | 715                 | Braunkohle | in Betrieb |
| Kakanj              | 450                 | Braunkohle | in Betrieb |
| Ugljevik            | 300                 | Braunkohle | in Betrieb |
| Stanari             | 300                 | Braunkohle | in Betrieb |
| Gacko               | 300                 | Braunkohle | in Betrieb |

## Wasserkraftwerke
| Name des Kraftwerks | Inst. Leistung (MW) | Fluss       | Status     |
| ------------------- | ------------------- | ----------- | ---------- |
| Bočac               | 110                 | Vrbas       | in Betrieb |
| Čapljina            | 430                 |             | in Betrieb |
| Grabovica           | 117                 |             | in Betrieb |
| Jablanica           | 151                 | Neretva     | in Betrieb |
| Rama                | 161                 | Rama        | in Betrieb |
| Salakovac           | 210                 |             | in Betrieb |
| Trebinje I          | 176                 | Trebišnjica | in Betrieb |
| Trebinje II         | 16                  | Trebišnjica | in Betrieb |
| Višegrad            | 315                 | Drina       | in Betrieb |

## Windkraftwerke
In Bosnien-Herzegowina waren Ende 2024 Windkraftwerke mit einer installierten Leistung von insgesamt 244 MW in Betrieb. 2018 waren es 51 MW gewesen, 2019 insgesamt 87 MW und 2020 bis Ende 2023 waren es 135 MW.